# Ондља
Ондља (фр. Andelat) насеље је и општина у централној Француској у региону Оверња, у департману Кантал која припада префектури Сен Флур.
По подацима из 2011. године у општини је живело 443 становника, а густина насељености је износила 21,05 становника/km². Општина се простире на површини од 21,05 km². Налази се на средњој надморској висини од 830 метара (максималној 1.083 m, а минималној 796 m).

## Демографија
| 1962. | 1968. | 1975. | 1982. | 1990. | 1999. | 2011. |
| ----- | ----- | ----- | ----- | ----- | ----- | ----- |
| 334   | 343   | 304   | 325   | 350   | 335   | 443   |

График промене броја становника у току последњих година